# Reglamento taurino
El reglamento taurino es como se denomina a la colección ordenada de reglas o preceptos taurinos que, por autoridad competente, se dan para llevar a cabo un sinnúmero de actividades de la tauromaquia. Aunque existen normativas taurinas desde el siglo XVI, la reglamentación de los festejos taurinos tendrá lugar a partir del siglo XVIII y variará, adaptándose a las circunstancias, de cada uno de los países donde existe la tradición de celebrar espectáculos taurinos. En el caso español, existen además varios reglamentos taurinos ya que las comunidades autónomas tienen transferidas las competencias relativas a la celebración de espectáculos públicos.  

## Historia de la reglamentación taurina
La reglamentación de los festejos y espectáculos taurinos tendrá su origen en el siglo XVIII, cuando en pleno proceso ilustrado, los intelectuales de la corte de Carlos III y Carlos IV que estaban a favor de la tauromaquia decidirán tecnificar y regular la celebración de este tipo acontecimientos y oficializar la profesión de los toreros. Sin embargo, desde principios del siglo XVI se conocen distintas normativas destinadas a regular algunos aspectos relacionados con las fiestas mayores en la se corrían toros, y que fueron dictadas por los distintos concejos y municipalidades de España: Cuenca (1502), Bilbao (1518), Logroño (1522), entre otras. Algunos juristas como  Jerónimo Castillo de Bobadilla, en su obra Política de corregidores (1597), también abordaron de forma tangencial cuestiones relacionadas con la regulación de los espectáculos taurinos, considerando la necesidad de que los corregidores actuaran como fuerzas del orden público en las fiestas y que su presencia ofreciera oficialidad a este tipo de celebraciones.
Entrado el siglo XVIII, autores como Nicolás Rodrigo Noveli divulgaron obras como la conocida Cartilla de Osuna (1726) en la que se pretendía poner conocimiento sobre cómo efectuar determinadas suertes del toreo tanto a pie como a caballo y empezar a regular, de algún modo, la lidia de las reses que se corrían en los distintos festejos.

## Reglamento taurino nacional
El Ministerio del Interior de España en 1992, promulgó el Real Decreto 176/1992, Reglamento Taurino. Mediante el mismo se "regula la preparación, organización y desarrollo de los espectáculos taurinos y de las actividades relacionadas con los mismos, en garantía de los derechos e intereses del público y de cuantos intervienen en aquellos" (Art. 1).
En el reglamento taurino nacional, se establece un registro de los profesionales dedicados a la tauromaquia (matadores, rejoneadores, banderilleros y picadores) y de los establecimientos ganaderos dedicados a la cría de reses para su lidia. Se determinan las dimensiones, instalaciones y características que deben poseer las plazas de toros y otros sitios donde se celebren espectáculos taurinos.  Se clasifican los distintos tipos de espectáculos taurinos (corridas de toros, novilladas con picadores, novilladas sin picadores, rejoneo, becerradas, festivales con reses despuntadas, toreo cómico y festejos populares), y se indican las autorizaciones requeridas para cada tipo de espectáculo. Se determinan los derechos y obligaciones de los espectadores. Se fijan condiciones (peso, condiciones de salud) que deben satisfacer las reses de lidia.
El reglamento taurino, también indica cuales son las condiciones que se deben cumplir durante el transporte de las reses a la plaza de toros. Los reconocimientos a que deben ser sometidos los animales para poder ser considerados aptos para la lidia. Además de indicar como se deben suceder los diversos momentos y partes de una lidia, la autoridad del espectáculo.  Se dan indicaciones a cumplir durante los tercios que componen la lidia.

## Reglamentos taurinos de Autonomías
- Reglamento taurino español (1996)
- Reglamento taurino de Andalucía (2006)[9]
- Reglamento taurino de Euskadi[10]
- Reglamento de festejos taurinos tradicionales en la Comunitat Valenciana[11]